# Helmer Schött
Robert Helmer Schött (i riksdagen kallad Schött i Kalmar), född 25 april 1865 i Sölvesborg, död 31 januari 1939 i Kalmar, var en politiker och tullförvaltare.
Han var ledamot av andrakammarledamot 1929–1932 och tillhörde Lantmanna- och borgarpartiet. Han skrev åtta egna motioner i riksdagen, bland annat om personlig ersättare för ledamot av AK, omorganisation av folk- och småskoleseminarierna, samt om upprensning av Kalmarsund.